# Окупація Фарерських островів
Окупація Фарерських островів або Операція «Валентайн» (англ. Operation Valentine) — військова операція британського флоту, що була проведена одразу після операції «Везерюбунг», німецького вторгнення в Данію та Норвегію. У квітні 1940 року Велика Британія окупувала стратегічно важливі Фарерські острови (частина Данії), щоб запобігти німецькому вторгненню. Незабаром після закінчення війни британські війська пішли звідсіля.

## Історія
На момент окупації Фарерські острови мали статус амта (графства) Данії. Після вторгнення та окупації Данії 9 квітня 1940 року вермахтом британські війська розпочали операцію «Валентайн» з метою окупації Фарерських островів. 11 квітня Вінстон Черчилль — тоді Перший лорд адміралтейства — оголосив Палаті громад, що Фарерські острови будуть окуповані,

| «У цей момент ми також займаємо Фарерські острови, які належать Данії і є стратегічною точкою високого значення, і народ яких виявив усю готовність прийняти нас з теплою повагою. Ми захищатимемо Фарерські острови від усіх тяжкостей війни і зручно розмістимося там морем і повітрям до того моменту, коли вони будуть повернуті Данії, звільнені від мерзенного рабства, в яке їх закинула німецька агресія.»[1] Оригінальний текст (англ.) «We are also at this moment occupying the Faroe Islands, which belong to Denmark and which are a strategic point of high importance, and whose people showed every disposition to receive us with warm regard. We shall shield the Faroe Islands from all the severities of war and establish ourselves there conveniently by sea and air until the moment comes when they will be handed back to Denmark liberated from the foul thraldom into which they have been plunged by German aggression» |
Того ж дня, у Скапа-Флоу важкий крейсер «Саффолк» узяв на борт експедиційні Фарерські сили, що налічували 13 офіцерів і 180 солдатів Королівської морської піхоти під командуванням підполковника Т. Б. В. Сендалла. Фарерські сили також були озброєні двома 3,7-дюймовими гаубицями. До 12 квітня «Саффолк» підійшов до Фарерських островів у супроводі есмінців «Гавант» та «Гесперус».
Оголошення транслювалося на радіо BBC. Того ж дня над столицею Фарерських островів Торсгавном був помічений літак Королівських ВПС. 12 квітня два есмінці Королівського флоту прибули в гавань Торсгавна. Після зустрічі з Карлом Ааге Гільбертом (данським префектом островів) і Крістіаном Дюрхуусом (президентом парламенту Фарерських островів), того ж дня було скликано екстрене засідання Легтінгу. Прихильники незалежності намагалися проголосити незалежність Фарерських островів від Королівства Данії, але їх перевершили. Пізніше було зроблено офіційне оголошення, яке оголосило про окупацію та наказало нічне відключення світла в Торсгавні та сусідньому Аргірі, цензуру пошти та телеграфу та заборону використання автотранспорту протягом ночі без дозволу.
13 квітня «Саффолк» увійшов у бухту Торсгавна. Підполковник Т. Б. В. Сендалл (британський військовий командир) і Фредерік Мейсон (новий британський консул на Фарерських островах) потім зустрілися з датським префектом Карлом Аге Гільбертом, який відповів тим, що Сендалл сприйняв як офіційний протест, хоча він стверджував, що через окупацію Данії він не може офіційно представляти данський уряд. Він належним чином прийняв британські умови на тій підставі, що Велика Британія не намагатиметься втручатися у внутрішні справи островів. Легтінг висловив офіційний протест, хоча й підкреслив бажання підтримання дружніх стосунків. Фарерські сили були висаджені, щоб 27 травня їх замінити солдати шотландського полку скаутів Ловата. У 1942 році скаутів Ловата, у свою чергу, замінили камеронці, шотландські стрільці. З 1944 року британський гарнізон був значно скорочений. Письменник Ерік Лінклейтер служив у складі британського гарнізону, а його роман 1956 року «Темне літо» описує події на Фарерських островах у роки війни.